# 法拉瓦尼鄉
46°26′N 26°54′E / 46.433°N 26.900°E
法拉瓦尼鄉（羅馬尼亞語：Faraoani, Bacău），是羅馬尼亞的鄉份，位於該國東北部，由巴克烏縣負責管轄，面積39平方公里，海拔高度208米，2007年人口5,554，人口密度每平方公里143人。